# Типайки
Типайки — деревня в Тонкинском районе Нижегородской области. Входит в сельское поселение Вязовский сельсовет.

## География
Находится на расстоянии примерно 14 километров по прямой на восток от районного центра поселка Тонкино.

## История
Известна с 1748 года, когда в ней было отмечено 14 человек. В 1873 году в ней было учтено дворов 41 и жителей 237, в 1905 году 49 и 278 соответственно. В 1926 было учтено дворов 66 и жителей 306 (282 из которых были мари).

## Население
Постоянное население составляло 137 человек (мари 94 %) в 2002 году, 137 в 2010.